# Ramberge
Die Ramberge (manchmal auch Remberge geschrieben) ist ein Fluss in Frankreich, der im Département Indre-et-Loire in der Region Centre-Val de Loire verläuft. Sie entspringt im Gemeindegebiet von Saint-Nicolas-des-Motets, entwässert generell Richtung Süd bis Südwest und mündet nach rund 22 Kilometern im Gemeindegebiet von Nazelles-Négron als rechter Nebenfluss in die Cisse. Ein weiterer Mündungsarm verläuft entlang der Départementsstraße D431 und mündet etwa 500 Meter weiter oberhalb ebenfalls in die Cisse.

## Orte am Fluss
(Reihenfolge in Fließrichtung)
- Morand
- Autrèche
- Saint-Ouen-les-Vignes
- Pocé-sur-Cisse